# Mihai Andriescu
Mihail Ivanovici Andriescu (rusă Михаил Иванович Андриеску, n. Viștac; n. 31 octombrie 1898, Zberoaia, Imperiul Rus – d. 23 septembrie 1934, Sakî, RSFS Rusă, URSS) a fost un scriitor din RASS Moldovenească, precum și un revoluționar sovietic.

## Biografie
Andriescu s-a născut în satul Zberoaia, din ținutul Chișinău, într-o familie de țărani săraci. A absolvit 2 clase în cadrul școlii parohiale.
În 1916 a început să lucreze la linia ferată Bălți-Fălești, unde intră în contact cu ideile socialiste. După Unirea Basarabiei cu România și izbucnirea războiului civil din Rusia, Andriescu se înrolează în Armata Roșie. A fost comandant de unitate timp de 4 ani. La sfârșitul războiului lucra ca miner, servind de asemenea și în miliția muncitorească-țărănească din Vladikavkaz. Tot aici, începe să își publice primele schițe.
În 1924 se mută în orașul Balta, unde publică poezia „Bună, mamă!”. Tot aici devine colaborator al ziarului Plugarul roșu. În 1926 se înscrie în PCUS. A fost unul dintre fondatorii Uniunii Scriitorilor din RASS Moldovenească. După ce a absolvit Universitatea Agrară de Stat din Moscova, s-a întors să lucreze ca agronom în Moldova. În 1932 a fost inclus în comitetul executiv al PCM.
A decedat pe 23 decembrie 1934, în orașul Sakî, unde era internat la un sanatoriu.